# St. Otmar (Eutenhausen)

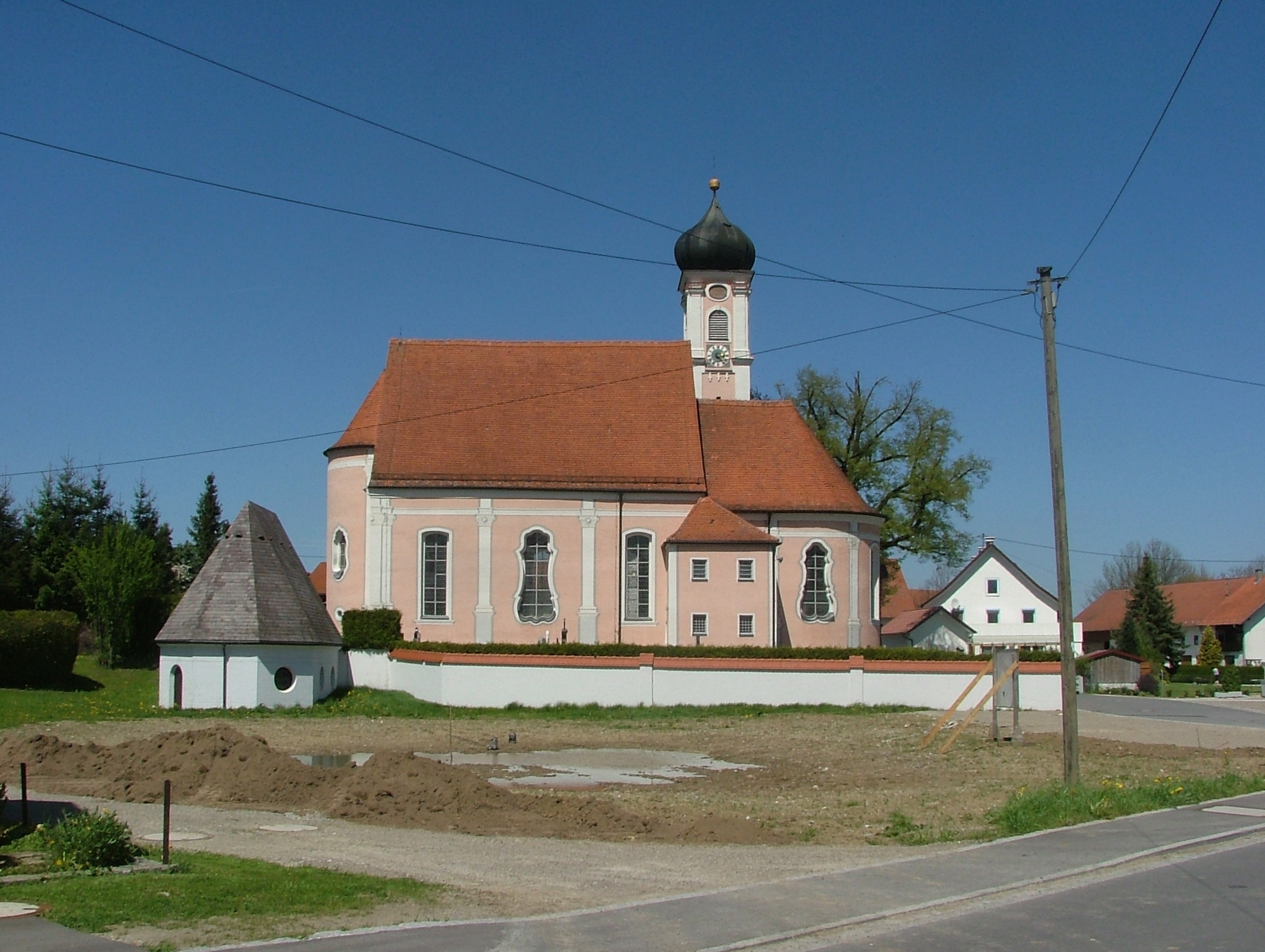
Kirche St. Otmar in Eutenhausen

Die katholische Pfarrkirche St. Otmar befindet sich inmitten der Ortschaft Eutenhausen, einem Ortsteil der Gemeinde Markt Rettenbach im bayerischen Landkreis Unterallgäu. Sie ist von einem Friedhof umgeben. Der Neubau aus der Mitte des 18. Jahrhunderts steht unter Denkmalschutz. Die Kirche hat das Patrozinium des heiligen Otmar von St. Gallen.

## Geschichte
Vermutlich wurde bereits im 9. oder 10. Jahrhundert eine Kirche des Ortsadels gegründet. Der Kirchensatz befand sich später im Besitz der im 12. Jahrhundert entstandenen Deutschordenskommende Altshausen. Diese verkaufte ihn am 13. März 1490 dem Unterhospital in Memmingen. 1539 kam der Kirchensatz an die Herrschaft Mindelheim. Umbauarbeiten und eine Neueinrichtung erfolgten in den Jahren 1680 bis 1683. 1680 schuf der Ottobeurer Bildhauer Johann Martin Natter zwei neue Dachengel von drei Schuh Höhe, die Gregor Thalhammer aus Markt Rettenbach fasste. Zwei Engel für den Tabernakel fertigte 1682 Martin Döttl aus Mindelheim. Drei neue Antependien stammen von Johann Planer, einem Tapezierer aus München. Der Schreiner Dominikus Boos aus Markt Rettenbach schuf 1682 eine neue Täferdecke für 120 Gulden. Die darin enthaltenen 45 Rosen und 26 Kragsteine vergoldete Georg Thalhammer. Dominik Boos fertigte 1683 auch das neue Gestühl. Der Kirchenbau wurde nach Ostern 1754 mit Ausnahme des Kirchturmes abgebrochen und von 1754 bis 1756 durch einen Neubau ersetzt. Der Kirchturm wurde erhöht. Die Grundsteinlegung für den Neubau erfolgte am 16. Mai 1754 durch Dekan und Pfarrer Michael Mayr. Weihbischof Franz Xaver Adelmann von Adelmannsfelden weihte die neue Kirche am 15. Juli 1767. Im späten 18. Jahrhundert erblühte die Wallfahrt zum St. Otmarspartikel, der in einer 1777 von einem Gürtler aus Mindelheim geschaffenen Monstranz aufbewahrt wurde. Eine entstellende Restaurierung fand 1884 statt. Dabei wurden ein Teil der Stuckdekoration, das Hochaltarbild und Putten an verschiedenen Altären entfernt. Der Rokoko-Charakter der Kirche wurde 1936 bei einer erneuten Restaurierung wiederhergestellt. Weitere Renovierungen fanden 1957 und 1983/1984 statt.

## Baubeschreibung
Das Langhaus hat drei Fensterachsen, deren Ecken im Westen und Osten abgerundet sind. In der Mitte der Spiegeldecke befindet sich ein ovales, eingetieftes Gemäldefeld mit einer Voute. An der Westseite der Kirche steht in der Mitte ein halbrunder apsisähnlicher Anbau. In einem flachgedeckten, sechseckigen Vorraum in dessen Untergeschoss führen stichbogige Türen im Westen, Osten und Norden zur Empore. Sie bildet das Obergeschoss des Anbaus und besteht aus einem halbrunden Raum mit in die Voute einschneidender Kalotte. Der Mittelabschnitt der Emporenbrüstung tritt konvex hervor, die Seitenabschnitte im Mittelteil treten flach zurück. In der östlichen Chorachse und in der Mittelachse des Langhauses befinden sich reich geschweifte Fenster. Die beiden Fenster des Emporenvorbaus sind niedriger und anders geschweift als die übrigen, die stichbogig sind. Die Fenster in der westlichen Chorachse sind wegen des angebauten Kirchturms des Sakristeianbaus blind. Der Zugang zur Sakristei erfolgt vom Chor aus durch Stichbogentüren. Der breit proportionierte und eingezogene Chor hat zwei Fensterachsen, einen halbrunden Schluss und eine Spiegeldecke. Zwischen Chor und Langhaus befindet sich ein leicht einspringender Chorbogen mit Kämpfergesims und gedrückt halbrundem Schluss. Die Wände des Chores und des Langhauses sind durch flache, gestaffelte Pilaster gegliedert, die in einem hellen, rötlichgrauem Marmorton gehalten sind und die in großen Abständen angeordneten Fenster einrahmen. Die Pilaster im Chorraum sind im Gegensatz zu denen im Langhaus reicher ausgebildet. Die dem Fenster zugewandte Innenseite ist konkav, die Außenseite konvex gewölbt. Die Sockel der Chorpilaster sind in gleicher Art geschweift. Die korinthisierenden Kapitelle haben Rocaillemuster und geschweifte Gebälkstücke. Im Langhaus sitzen die Pilaster auf hohen, doppelten Sockeln. Anstelle von Kapitellen tragen sie Stuckdekor mit Engelsköpfen und konkaven Gebälkstücken.
Das umlaufende Traufgesims ist am Chor profiliert und am Langhaus flach gestuft. Eine kleine blinde Kreisöffnung ist am Chorscheitel unterhalb der Traufe mit gemalten Sechseckscheiben eingelassen. Der Aufgang zur Kanzel erfolgt durch den Anbau der Nordwand des Langhauses. Das halbkegelige Dach des halbrunden Anbaus an der Westseite reicht bis vor den Westgiebel. Das untere Teil des Kirchturms mit quadratischem Grundriss im nördlichen Chorwinkel stammt aus dem 15. Jahrhundert. An der Ostseite führt eine Stichbogentür in das Erdgeschoss. Das rautenförmige aufgedoppelte Türblatt stammt aus dem 18. Jahrhundert. Die fünf Geschosse des Kirchturms schließen verschiedenartige Friesen ab. Sie bestehen von unten nach oben aus Rundbogen, breiten Spitzbogen, Kielbogen, schlichten Rechteckkonsolen und flachen Kielbogen mit Lilienkonsolen. Das Obergeschoss wurde 1754/1756 aufgesetzt. An den Ecken befinden sich toskanische Pilaster mit verkröpften Gebälkstücken. Unter der schiefergedeckten achtkantigen Zwiebelhaube verläuft ein weit vorkragendes profiliertes Kranzgesims. Jede Seite des Obergeschosses hat eine rundbogige Schallöffnung mit Putzrahmen und Scheitelstein. Im südlichen Chorwinkel ist die zweigeschossige Sakristei mit zwei Fensterachsen und Walmdach angebaut. Im Westen der Sakristei führt eine Stichbogentür ins Innere.

## Ausstattung

### Hochaltar
Der Hochaltar stammt aus der Zeit des Kirchenneubaus und wurde um 1756 geschaffen. Seit 1936 besitzt dieser wieder die ursprüngliche Fassung. Die gemauerten Stipites tragen die Altarmensa auf der sich der freistehende hölzerne Tabernakel befindet. Dieser ist in röt-/grünlichen sowie graugelben Farbtönen gefasst. Ein Fresko um 1756 mit dem Tod des heiligen Franz Xaver befindet sich hinter dem Antependium. Die Mittelachse des aus insgesamt drei Achsen, mit Voluten gegliederten, bestehenden Tabernakels ist zylindrischkonvex, die Seitenachsen sind konkav geformt. In der Mittelnische befindet sich eine kleine gefasste Figurengruppe aus Holz mit der Kreuzigungsszene. Auf den äußeren Voluten sind kniende Putten angebracht. Die flache Volutenspitze des Tabernakels ziert eine Darstellung des Lammes auf dem Buch mit den sieben Siegeln. Zwei hölzerne Reliquienpyramiden mit Rocaillerahmen sind auf der Sockelstufe des Tabernakels aufgestellt. Ebenso sechs vergoldete und versilberte Holzleuchter aus der Mitte des 18. Jahrhunderts. Der Aufbau des Hochaltares ist konkav und besteht aus Stuckmarmor und Stuck in gleicher Farbgebung wie auch der Unterbau. Dieser ist mit der Chorschlusswand fest verbunden und nicht freistehend. Gegliedert ist der Aufbau in drei Achsen, wobei die beiden seitlichen Achsen die Fenster der Apsis umschließen. Die Sockelzone unterhalb der beiden Fenster bilden geschweift schließende Nischen mit gekehlten Gewänden. Die Stichbogennische in der Mittelachse ist höher und wird vom Tabernakel verdeckt. Der horizontale Mittelteil wird von vier schwarz marmorierten korinthischen Säulen mit geschweiften Gebälkstücken gegliedert. Grau marmorierte, konkave Pilaster befinden sich hinter den Säulen. Das zentrale Altarbild in der breiten Mittelachse ist oben und unten mit Stuckprofilrahmen eingerahmt. Das Altarbild ist al secco an die Wand gemalt und stellt den heiligen Otmar als Schutzpatron der Pfarrei dar. Es ist mit J. D. 1936 bezeichnet. J. D. steht dabei für Josef Damberger aus München. An der Außenseite der äußeren Säulen befinden sich Volutenpilaster mit jeweils zwei Putten und verzogenen Gebälkstücken. Oberhalb der Fenster und des Altarbildes ist das verkröpfte Gesims leicht hochgeschweift. In der Voute darüber an der Chordecke ist reicher Stuck angebracht, der als Altarauszug oder Bekrönung dient. In der Mittelachse ist im Schweifgiebel eine Stuckrelieffigur des Gottvaters, im Scheitel der Heilige Geist zu sehen. Darüber ist ein Putto mit Spruchband.

### Seitenaltar
Aus der gleichen Zeitstellung wie der Hochaltar stammen die beiden Seitenaltäre, um circa 1756. In ihrem Aufbau gleichen die konkaven Seitenaltäre in den Ostecken des Langhauses dem Hochaltar und sind wie dieser direkt mit der Wand verbunden. Die Farbgebung entspricht dabei ebenfalls der des Hochaltares. Der Aufbau erhebt sich jeweils über pilasterartigen Sockeln beiderseits der Mensen. Über diesen Sockeln kragen Konsolen vor, auf denen sich wiederum die grau marmorierten korinthischen Säulen erheben. Die Säulen flankieren bei beiden Seitenaltären die al fresco auf die Wand gemalten Altarbilder. Wie am Hochaltar auch, werden die Altarbilder oben und unten von geschweiften Stuckprofilrahmen umschlossen. Im oben und unten von kräftigen, hochschwingenden Profilgesimsen eingerahmten Altarauszug befinden sich Fresken, die 1833 von Leonhard Sesar aus Mindelheim geschaffen wurden. Im Scheitel des Gesimses des Altarauszuges ist eine Muschel angebracht, darüber eine Stuck-Kartusche mit einem Putto, welcher eine Blumenkette hält. Der nördliche, linke Seitenaltar enthält auf der Mensa eine hölzerne gefasste Pietà aus dem 16. Jahrhundert, sowie ein kleines Holzkruzifix aus dem 18. Jahrhundert und zwei Reliquienpyramiden mit geschnitzten Rocaillerahmen. Das Altarbild stellt die Kreuzabnahme dar und wurde, wie das südliche Altarbild, vermutlich von einem italienischen Meister geschaffen. Das Fresko des Altarauszuges zeigt die Muttergottes. Am südlichen Seitenaltar sind drei geschnitzte Holzfiguren aufgestellt. Diese stellen die Muttergottes in der Mitte, sowie den heiligen Ulrich und die heilige Afra dar. Das zentrale Altarbild zeigt den heiligen Sebastian, darüber im Auszug ist der heilige Joseph zu sehen. Die zentralen Altarbilder wurden im Zuge der Restaurierung 1936 wieder freigelegt.

### Kanzel
Um 1680 wurde die aus Holz bestehende, rötlich marmorierte Kanzel gefertigt. Sie ist mit vergoldetem und knorpeligem Blattwerkdekor verziert. Der breite, polygonale Kanzelkorb besitzt schlanke korinthische Säulen an den Ecken. In den dazwischenliegenden gerahmten Rundbogenblenden befinden sich gefasste Holzfiguren. Diese zeigen den Salvator und die vier Evangelisten. Der Sockel wie auch das Gebälk sind verkröpft. Die Rückwand besteht aus der Zugangstür und trägt einen versilberten Vorhang, 1936 von Toni Roth geschaffen. Auf der Volutenspitze des aus verkröpftem Gebälk bestehenden Schalldeckels ist eine Engelsfigur mit Trompete aufgestellt.

### Fresken
Die Fresken an der Chor- und Langhausdecke wurden 1756 von Franz Seraph Kirzinger (* um 1728; † 1811) aus München geschaffen. Sie sind ein Frühwerk des Münchner Künstlers. Im Chor ist der heilige Otmar in der Glorie, schwebend in einer Kuppelkirche von Engeln umgeben, dargestellt. Auf den Stufen darunter befindet sich das bittende Volk aller Stände. Angeführt wird das Volk an der Spitze von Kaiser und Prälaten. Herabgefallene Elemente wurden 1936 wieder ergänzt. Die Verurteilung des heiligen Otmar vor dem bischöflichen Gericht in Konstanz ist an der Langhausdecke zu sehen. Das Fresko ist im linken unteren Bereich mit 1756 und in der Mitte mit Franz Kirzenger pinxit bezeichnet. In den fensterlosen Achsen des Chores und des Langhauses sind drei bzw. 2 ovale Medaillons mit Halbfiguren der Apostel angebracht. Diese wurden 1936 freigelegt.

### Weitere Ausstattung
Mehrere gefasste Holzfiguren befinden sich, zusätzlich zu denen der Altäre, in der Kirche, so ein Vortragekruzifix mit Corpus aus der Mitte des 18. Jahrhunderts. Das Kreuz ist an den Balkenenden mit vergoldetem Schnitzdekor verziert. Ein weiteres, kleines Prozessionskreuz stammt aus der Zeit um 1800. Das Kruzifix an der Südwand des Langhauses ist eine Oberammergauer Arbeit, wohl von 1845, und wurde 1936 der Kirche geschenkt. Der versilberte und vergoldete Osterleuchter wurde 1720 aus Holz gefertigt. Er ist dreifüssig und mit Blattwerkdekor und Engelsköpfen besetzt. 1915 wurde der Taufstein nach einem Entwurf der kirchlichen Werkstätte Ulrich Dochtermanns aus Augsburg geschaffen. Das auf dem balusterförmigen Schaft ruhende gerippte Becken besteht aus Tegernseer Marmor. Der Deckel des Taufbeckens ist gerippt und in Kupfer getrieben.
Die beiden Gemälde am Chorbogen zeigen südlich den heiligen Otmar als Viehpatron. Das hochrechteckige Gemälde ist auf der Rückseite mit Johann Michael Ziegler von Matzies pixit 1793 bezeichnet. Gegenüberliegend ist das Herz Jesu dargestellt. Dieses Gemälde stammt aus der ersten Hälfte des 18. Jahrhunderts. Die fünfzehn Kreuzwegstationen stammen aus der zweiten Hälfte des 18. Jahrhunderts.
Ein Grabmal für den Pfarrer Johann Georg Deber († 1742) ist an der Südwand des Langhauses angebracht. Es wurde aus Solnhofener Plattenkalk gefertigt und ist rautenförmig. Ebenfalls aus Solnhofener Stein bestehen die beiden Gedenktafeln für die Gefallenen von 1805 bis 1815 und von 1833. Die Gedenktafel an der Südwand, unterhalb der Empore, ist für die Gefallenen der Pfarrei Eutenhausen. Die Tafel an der Nordwand für die Gefallenen des Ortes Mussenhausen. Geschaffen wurden diese 1834 von Anton Schuster aus Mindelheim.
In romanisierenden Neurenaissanceformen wurde 1886 die Orgel gestaltet. Das Gehäuse aus zwei Pfeilerarkaden ist weiß und golden gefasst. Der aus Nadelholz gefertigte Beichtstuhl stammt aus dem Ende des 18. Jahrhunderts. Der nicht gefasste und schlichte Beichtstuhl besteht aus drei Achsen. Die mittlere Achse besitzt eine geschweift schließende Brüstungstür mit einfachem klassizistischen Schnitzdekor.